# Stricharten
Unter Stricharten versteht man verschiedene Spieltechniken, mit denen bei Streichinstrumenten der Bogen über die Saiten geführt wird. Sie ermöglichen ganz wesentlich die musikalische Gestaltung von  Artikulation und Phrasierung. Auch die Klangfarbe und die Tonqualität werden von der Strichart beeinflusst.

## Historische Entwicklung
Die Theoretiker des 18., mehr noch die des 17. Jahrhunderts haben nur wenige und vergleichsweise unpräzise Beschreibungen von Strichtechniken hinterlassen. Terminologie wie auch die in den Notentexten verwendeten Symbole waren uneinheitlich, die Autoren oft mehr am theoretischen System als an der Wirklichkeitsabbildung interessiert. Erst das 19. Jahrhundert hat mit einer Fülle von pädagogischen und theoretischen Äußerungen zu mehr begrifflicher Stringenz gefunden. Dennoch sind die verwendeten Termini nicht durchgehend eindeutig; Einigkeit besteht jedoch über grundlegende Strichbenennungen.

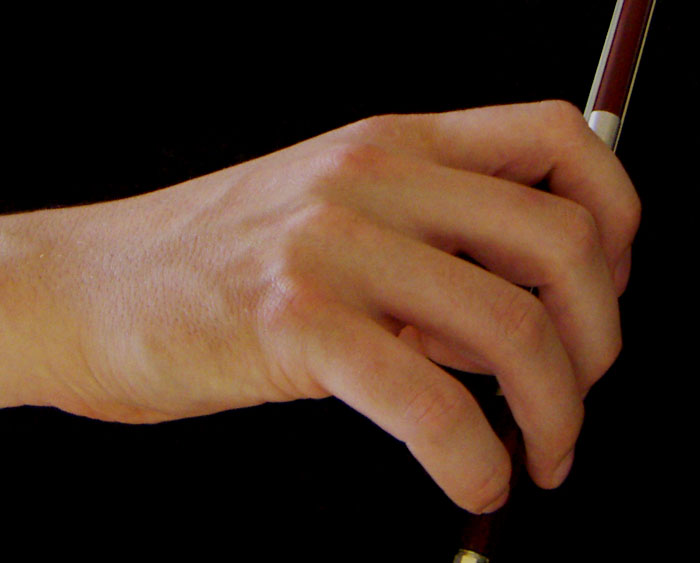
Obergriff beim Violinbogen. Beim Cellobogen wird der kleine Finger seitlich über dem Perlmuttauge des Frosches aufgesetzt.

Das traditionelle Repertoire der Stricharten hat sich also wesentlich für den Bedarf der Musik des 19. Jahrhunderts ausgeprägt. Erst die historisch informierte Aufführungspraxis hat im ausgehenden 20. Jahrhundert in Verbindung mit Instrumenten der Zeit frühere Spieltechniken wiederentdeckt und belebt. Die nachfolgend verwendeten Begrifflichkeiten gelten für die Instrumente der Violinfamilie (Violine, Viola, Violoncello und, mit Einschränkungen, Kontrabass); andere Streichinstrumente, insbesondere Gamben, werden zunächst nicht einbezogen. In jedem Fall wird der Obergriff vorausgesetzt, bei dem die Finger von oben auf der Stange liegen und der Daumen sie von unten stützt.
Immer wiederkehrende Grundbegriffe sind: Abstrich (Bogen vom Frosch zur Spitze ziehen), Aufstrich (Bogen von der Spitze Richtung Frosch schieben), Bogenwechsel (Wechsel zwischen Ab- und Aufstrich), auf einen Bogen spielen (Töne ohne Wechsel der Strichrichtung spielen).
Das Werkzeug Bogen: Bei den vorher üblichen Barock-Bögen war die Stange nach außen gebogen und aus relativ weichem Holz gefertigt. Die Folge war eine geringere Spannung der Bogenhaare, sehr sensibles Artikulieren und Sprechen sind die Stärken dieser Bögen. Die im Lauf des 19. Jahrhunderts zunehmende Vorliebe für lange Melodiebögen und das zunehmende Musizieren in größeren Konzertsälen unterstützten die Entwicklung längerer und kräftigerer Bögen, wie sie z. B. François Tourte baute. Die Stange dieser heute meist gebräuchlichen „modernen“  Bögen ist nach innen gekrümmt und besteht aus Pernambukholz, sie ist härter und erlaubt eine höhere Spannung der Bogenhaare.

## Systematik der Stricharten
Die Stricharten können in zwei Gruppen eingeteilt werden: Die Bogenhaare bleiben an der Saite oder verlassen sie. In beiden Fällen kann bei jedem Ton die Strichrichtung gewechselt oder beibehalten werden.

### Die Bogenhaare bleiben an der Saite

#### Mit Bogenwechsel

##### Détaché

Johann Sebastian Bach, Seite aus Anna Magdalena Bachs Abschrift der Cellosuiten. Getrennt oder gebunden waren die wichtigsten Stricharten des ausgehenden Barock. Die Bezeichnungen setzen einen zeitgenössischen, in Sachen Aufführungspraxis erfahrenen Spieler voraus. Sie geben oft nur ein generelles Gestaltungsprinzip eines Motivs oder eine Abweichung vom Gängigen an.

„Détaché“ (frz. „abgetrennt“) bedeutet, dass bei jeder neuen Note ein Strichwechsel stattfindet (dh. zwischen Ab- und Aufstrich changiert wird). Im 18. Jahrhundert kann man „détaché“ häufig mit dem (modernen) Ausdruck „non legato“ gleichsetzen. Der Barockbogen fördert diese Klangwirkung.
Die historischen Autoren erwähnen vielfältige Formen des Détaché, unterschieden nach Tonansatz (harter, mittlerer, weicher Konsonant), nach Entwicklung der Töne (an- oder abschwellend) und ihrer klingenden Zeitdauer (ohne oder mit Pause). Am gebräuchlichsten ist das Détaché bei kurzen Noten, aber auch lange Noten ohne darüber gesetzten Legatobogen werden détaché gespielt. Die Strichart wird als „Normalfall“ nicht zwingend eigens bezeichnet, bzw. speziell notiert. Dennoch findet sich teils über dem entsprechenden System die Angabe „détaché“, um deutlich zu machen, dass die Passage eben nicht „in einem Bogen“ gespielt werden soll. Auch kann die Artikulationsart durch einen einfachen Wechsel aus Auf- und Abstrichsymbolen angezeigt werden. In Partituren des späten 19. Jahrhunderts findet sich manchmal auch die Vorschrift „sciolto“ (ital. „abgetrennt“).

##### Martelé
Um die Grundform eines Martelé (franz. „gehämmert“) hervorzubringen, wird der Bogen mit Druck auf die Saite gelegt, so dass bei der plötzlich einsetzenden Streichbewegung bereits der volle Bogendruck da ist. Es entsteht ein leicht perkussiver Tonbeginn. Carl Flesch schrieb: „Klingler vergleicht das im Marteléansatz entstehende Nebengeräusch sehr treffend mit dem Ansatz der Konsonanten g, d, t, k.“ Fleschs Formulierung „Nebengeräusch“ dokumentiert die Schwierigkeit einer klaren Beschreibung des Phänomens. Tatsächlich handelt es sich nicht um ein Nebengeräusch (etwa ein Kratzen), sondern um einen explosiv wirkenden Tonbeginn. Die rhythmische Präzision des Marteléansatzes macht ihn einem Klavieranschlag vergleichbar. Siehe dazu auch weiter unten „konsonantischer Ansatz und Collé“. Ein bekanntes Stück, dessen Anfang von vielen Geigern im Martelé gespielt wird, ist Fritz Kreislers Präludium und Allegro.

##### Sautillé
Beim Sautillé, das nur in schnellerem Tempo möglich ist, federt die Bogenstange durch ihr Eigengewicht und die Elastizität der Bogenhaare auf und ab, die Haare bleiben aber an der Saite. Dies bewirkt eine Kürzung und „knackige“ Artikulation der Töne. Es wird an der Mitte oder am Schwerpunkt des Bogens gespielt. Bei guter Bogenbeherrschung gelingt ein organischer Übergang von (langsamerem) Spiccato zu (schnellerem) Sautillé.

#### Ohne Bogenwechsel

##### Legato
Beim Legato (ital. „gebunden“) werden mehrere Noten ohne Strichwechsel und ohne Unterbrechung des Strichs aneinandergehängt. Es wird mit einem Bogen („Legato-“ oder „Bindebogen“) bezeichnet, der sämtliche Noten zusammenfasst, die auf einen Strich gespielt werden. Das im 19. Jahrhundert entwickelte Ideal ist die vollkommene Gleichmäßigkeit des Strichs, der allenfalls durch ein (ebenso gleichmäßiges) Crescendo oder Decrescendo variiert wird. Galamian gibt folgendes Beispiel:
Er bemerkt dazu: „Bei diesen Bindungen [im 3. und 4. Takt] sollte das Gefühl im rechten Arm [der den Bogen führt] das gleiche sein wie bei den ganzen Noten […].“ Der Instrumentalist reagiert nicht auf die metrische Ordnung der einzelnen Töne, er unterscheidet nicht zwischen betonten und unbetonten Noten. Folgende Gestalten sind für den Hörer daher nicht unterscheidbar:
Bereits in der zweiten Hälfte des 18. Jahrhunderts wurden lange Bögen auch als Phrasierungszeichen eingesetzt. Die scheinbar dadurch entstehenden überlangen Legatolinien sind auf einen einzelnen Strich oft nicht ausführbar. Sie werden daher auf mehrere Striche aufgeteilt, die nach Möglichkeit ohne hörbare Pause aneinandergehängt werden. Die Entscheidungen darüber trifft der Instrumentalist; die Zahl der notwendigen Bogenwechsel hängt von vielen Bedingungen ab wie Dynamik, Klangfarbe usw.

##### Portato
Seit dem 18. Jahrhundert wird zunehmend die Notierung von Staccatopunkten unter einen Bogen als Zeichen für das Portato (ital. getragen) oder Louré, verstanden; bei Wiederholung gleicher Töne spricht man auch vom „Bogenvibrato“. Alternativ dazu existiert die Notierung mit waagerechten Tenuto-Strichen statt Punkten. Die Noten werden breit gespielt, der Ansatz ist weich; ihm folgt eine Anschwellung des Tons.

##### Staccato
Das heute unter Streichern übliche Wortverständnis von „Staccato“ hat sich im Verlauf des 19. Jahrhunderts gebildet. Gemeint ist eine Folge von Marteléansätzen in derselben Strichrichtung. Das Staccato kann kürzer oder auch breiter sein und sich somit dem Portato annähern. Es wird je nach Strichrichtung in das gebräuchliche Aufstrichstaccato und das selten zu sehende Abstrichstaccato unterschieden. Der Bogen bleibt hauptsächlich an der Saite. Verlässt er beim Spielen zwischen den Tönen die Saite, heißt es "fliegendes" Staccato.

### Die Bogenhaare verlassen die Saite

#### Mit Bogenwechsel

##### Spiccato
Im 18. Jahrhundert waren die Bezeichnungen „staccato“ und „spiccato“ (beides ital. „losgelöst“) gleichbedeutend. Gemeint war unabhängig von der bogentechnischen Ausführung eine deutliche Kürzung des Tons und eine daraus resultierende Pause vor dem nächsten. Eine Unterscheidung zwischen den Zeichen Punkt, Strich oder Keil – Strich und Keil als schärferes, Punkt als weicheres Staccato – entwickelte sich erst von der Jahrhundertmitte an; konsequent vollzogen war sie nicht vor dem 19. Jahrhundert.
Heute bedeutet „spiccato“ eine Kürzung der Note, die durch Entfernung des Bogens von der Saite zustande kommt. In Folgen von Spiccatonoten verlässt der Bogen mit dem Ende einer Note die Saite und erreicht sie wieder beim Beginn der folgenden. „Spiccato“ tritt in der heute üblichen Terminologie für das Phänomen ein, das bei anderen Instrumenten „staccato“ heißt; während „staccato“ in der Streicherpraxis seine Bedeutung vollständig gewandelt hat. Wird also für eine Streicherstelle von einem Nichtstreicher – einem Komponisten, Dirigenten, Kammermusikpartner – „staccato“ vorgeschlagen, so kann der Spieler des Streichinstruments das Wort für sich in die Strichausführung „spiccato“ übersetzen und die Noten bogentechnisch entsprechend ausführen. Im Wesentlichen werden zwei Spiccatotechniken gelehrt.
- „Springendes“ Spiccato

Ausgangspunkt dieser Technik ist das selbständige Zurückspringen des auf die Saite prallenden Bogens. Dieses Aufprallen und Zurückspringen wird mit Ab- und Aufstrich des Bogens verbunden, das den Ton hervorbringt. Obertonstruktur, Charakter und Geschwindigkeit der Töne lassen sich steuern durch Veränderung der Strichstelle (Spiel näher am Frosch oder weiter in der Bogenmitte), Länge von Ab- und Aufstrich und „Kantung“ des Bogens (Drehung um die Bogenstange, so dass mehr oder weniger Haare die Saite berühren). Das springende Spiccato ermöglicht eine elegante Tongebung.
- „Aufgehobenes“ Spiccato

Das aufgehobene Spiccato geht von Einzeltönen aus, bei denen durch die Energie des Tonansatzes der Bogen vom Arm von der Saite weggetragen wird. Der Bogen fällt nicht von selbst wieder zurück; jeder Ton wird kontrolliert von neuem angesetzt. Das selbstständige Hochspringen des Bogens ist weitgehend unerwünscht; es wird verhindert durch eine sehr flache, horizontal dominierte Bogenführung. Diese Technik ist durch ihre weitergehende Kontrolle geeignet, auch komplexe rhythmische Gestalten darzustellen.
Eine Passage wie die folgende gelingt gut mit aufgehobenem Spiccato, auch Otakar Ševčík empfiehlt dies, z. B. in den 40 Variationen op. 3.
Die drei gebundenen Noten werden mit dem Bogen an der Saite im Abstrich gespielt, der vierte Ton artikuliert mit einem kurzen liegenden Aufstrich angebunden, dann wird der Bogen abgehoben und schnell und flach in der Luft an den Ausgangspunkt zurückgeführt.

#### Ohne Bogenwechsel

##### Spiccato auf einenBogen
Unterschiedliche Noten mit Staccatopunkten und Bogen darüber bezeichneten seit dem späten 17. Jahrhundert Töne, die zwar deutlich getrennt (nach alter Terminologie spiccato), aber in derselben Strichrichtung gespielt werden sollten. Der Ursprung dieser Technik war die sogenannte Abstrichregel, die vermutlich weit ins 17. Jahrhundert zurückreicht, aber erstmals 1698 durch Georg Muffat beschrieben wurde: Die betonte Note im Takt auf Zählzeit eins soll im Abstrich gespielt werden. In einem Dreivierteltakt, in dem drei Viertelnoten ohne Legatobindung auszuführen sind, werden somit die zweite und dritte mit je einem halb so schnellen Aufstrich gespielt. Auch heute werden zur Korrektur der Strichrichtung häufig Striche in derselben Richtung hintereinandergesetzt; geschieht das aus rein technischen und nicht aus interpretatorischen Gründen, spricht man vom „Anhängen“ der Noten.
Bis in die zweite Hälfte des 18. Jahrhunderts verselbständigte sich das Spiccato auf einen Bogen als Strichart, die vor allem für wiederholte Noten eingesetzt wurde. Im Gegensatz zum hin und her gespielten Spiccato, das ohne gezielte Korrektur des Spielers immer an derselben Bogenstelle bleibt, neigt das Spiccato auf einen Bogen zu einer starken metrischen Gewichtung der Töne: Da durch das Hintereinanderhängen die Bogenstelle wandert – im Aufstrich zum Beispiel immer weiter zum Frosch hin –, verändert sich auch die Hebelwirkung und damit die Dynamik – im Aufstrich also zu einem Crescendo. Die unveränderte Notation aus Staccatopunkten unter einen Bogen wurde als Imitation der Streicherartikulation auch auf Blas- und Tasteninstrumente übertragen. Gemeint waren in jedem Fall kurze Töne. Erst in wesentlich späterer Zeit wurde diese Notation als Portato (s. u.) missverstanden und entsprechend sehr weich gespielt; Pianisten sehen darin bis heute üblicherweise eine Anweisung zur Pedalbenutzung.

##### Fliegendes Spiccato
Beim fliegenden Spiccato wird der Bogen zwischen den Einzeltönen aufgehoben. Diese Strichart ist eine schnellere Variante des Spiccatos auf einen Bogen; auch sie wird vorzugsweise im Aufstrich gespielt. Während des Momentes, in dem der Bogen aufgehoben ist, kann der Bogen wieder zur Ausgangsposition zurückbewegt werden, so dass beliebig lange Tonfolgen möglich werden, die anders als beim Staccato nicht durch die Länge des Bogens begrenzt sind. Ein bekanntes Beispiel hierfür findet sich im 3. Satz des Violinkonzertes von Mendelssohn-Bartholdy.

##### Ricochet
„Ricochet“ bedeutet, dass der Bogen einige Male hintereinander in derselben Strichrichtung auf die Saite geworfen wird. Diese durch Niccolò Paganini eingeführte Strichart findet sich vor allem im virtuosen Streicherspiel, sie wird aber auch in der Kammer- und der Orchestermusik gelegentlich gefordert.

### Weitere Stricharten
- Das „Legato Strich für Strich“ ist vom Prinzip her ein Detaché, die Töne werden aber so dicht hintereinandergehängt, dass der Bogenwechsel unhörbar wird und für den Zuhörer der Eindruck eines Legato entsteht.
- Flautando
- Sul ponticello
- Tremolo
- Col legno
- Exkurs: Pizzicato

## Artikulation und Klanggestaltung

### Konsonantischer Ansatz und Collé
Bei entsprechendem Verhältnis von Bogendruck und Bogengeschwindigkeit kann der Marteléansatz auch im äußersten Pianissimo hervorgebracht werden. Seit Ivan Galamian hat sich der Ausdruck „konsonantischer Ansatz“ für den perkussiven Tonbeginn eingebürgert, der ohne vorherigen starken Druck und auf jeder dynamischen Stufe hervorgebracht wird. Er kann – als Variante des Spiccatos – auch mit aufgehobenem Bogen hervorgebracht werden (das Collé).  Differenzierte konsonantische Ansätze (t, k, b, d, w) prägen durch ihren Einfluss auf die rhythmische Struktur die musikalische Aussage so tiefgreifend wie sonst nur noch das Vibrato. Bezeichnenderweise kennt Flesch als konsonantische Ansätze nur Martelé und Staccato (s. u.), dessen „Wichtigkeit für das Gesamtkönnen“ man aber nicht überschätzen solle, während Galamian für die verschiedenen Varianten eine Vielzahl von Termini und ausführliche technische Anweisungen bereithält.

### Akzent
Im Gegensatz zum Martelé sinkt beim Akzent die Lautstärke des Tons sofort nach dem (Martelé-)Ansatz wieder ab.

### Messa di voce
Messa di voce bezeichnet das langsame An- und Abschwellen eines ausgehaltenen Tones. Es hat seinen Ursprung in der Gesangstechnik. Bereits 1601 beschrieb Giulio Caccini im Vorwort zu seinem Werk Le nuove Musiche „il crescere e scemare della voce“ („das Wachsen und Nachlassen der Stimme“). Bis ins 18. Jahrhundert hinein entwickelte sich das Messa di voce zu einem zentralen Element der Gesangskunst, das durch die verschiedenen Theoretiker vielfach beschrieben ist. Reflexe darauf finden sich auch in der Theorie der Instrumentaltechnik; für die Pädagogik der Streichinstrumente in den Werken von Roger North (The Musicall Grammarian, 1728) und Joseph-Barnabé Saint-Sevin (Principes du Violon pour apprendre le doigté de cet Instrument, et les différens Agrémens dont il est susceptible, 1761). Francesco Geminiani schrieb in The Art of Playing on the Violin (1751):

„Of Swelling und Softening the Sound

These two Elements may be used after each other; they produce great Beauty und Variety in the Melody, and employ’d alternately, they are proper for any Expression or Measure.“

„Vom Anschwellen und Zurückgehen des Klangs

Diese beiden Elemente können nacheinander benutzt werden; sie geben der Melodie große Schönheit und Vielfalt, und abwechselnd eingesetzt sind sie geeignet für jeden Ausdruck und jedes Versmaß [d.h. jeden Rhythmus]“

In der Historischen Aufführungspraxis vor allem der 1970er und 1980er Jahre wurde das Messa di voce von vielen Ensembles auf die meisten ausgehaltenen Noten angewendet; es diente als Ersatz für das in dieser Zeit verpönte Vibrato der „modernen“ Aufführungspraxis. Dieser konsequente Austausch hat den Klangunterschied zwischen „historischer“ und „moderner“ Interpretationsweise von Streichermusik fundamental geprägt. Heute kennt man weitere Quellen aus dem 17. und 18. Jahrhundert; historisch informierte Musiker setzen Vibrato wie Messa di voce gezielt als „Verzierung“ ein. Die Erkenntnisse haben auch die „moderne“ Aufführungspraxis beeinflusst.

### Son filé
Das 19. Jahrhundert kannte statt des Messa di voce den Son filé (franz. „gesponnener Ton“). Gemeint ist der gleichmäßig gezogene Bogenstrich auf gehaltenen Tönen, der allerdings mit einem allmählichen An- oder Abschwellen und damit auch einem Messa di voce vereinbar ist. Carl Flesch, der meinte, es sei Aufgabe der linken Hand, den Son filé durch Vibrato „zu beleben und zu veredeln“, beschrieb damit die in den Jahren nach 1900 aufgekommene Aufführungspraxis. Für das 19. Jahrhundert mindestens seit der Violinschule von Louis Spohr (1831) ist dagegen eine deutliche Reserviertheit gegenüber dem Vibrato bezeugt; der Son filé scheint in dieser Zeit im Allgemeinen ein vollkommen gerader Ton gewesen zu sein.

### Ondeggiando
Ondeggiando (ital. „schwankend“, angelehnt an onda „Welle“) ist eine Steigerung des Portato und wird nur auf Tonwiederholungen angewendet. Der Strich wird nicht unterbrochen, sondern nur rhythmisch verstärkt und abgeschwächt. Es wird durch einen Legatobogen gefordert. Ein An- und Abschwellen der Strichintensität, dessen Rhythmus dem Interpreten überlassen bleibt, wird manchmal „Bogenvibrato“ genannt. Erstmals wurde das „Tremolo con l’arco“ 1617 von Biagio Marini in der Sonata La Foscarina aus der Sammlung Affetti musicali gefordert.

## Belege
Die vollständige Bibliographie siehe unter Literatur.
1. ↑  Flesch (1929) S. 49. Gemeint ist: Karl Klingler, Die Grundlagen der Geigentechnik, Leipzig 1921 (Angabe nach Flesch S. III).
2. ↑  vgl. etwa Aufnahmen von Rafael Druian oder Erick Friedman.
3. ↑  Galamian (1962) S. 75
4. ↑  vgl. Galamian (1962) S. 95.
5. ↑  Flesch (1929) S. 49.
6. ↑  Nur im modernen amerikanischen Englisch bedeutet ‚measure‘ ‚Takt‘, das traditionelle englische Wort ist ‚bar‘. Geminiani könnte mit dem ‚Versmaß‘ jedoch übergreifend die zeitlichen Bezüge der Komposition gemeint und dadurch den Takt eingeschlossen haben.
7. ↑  Franceso Geminiani, The Art of Playing on the Violin. London 1751, S. 7.
8. ↑  Flesch (1929) S. 46
9. ↑  Hermann Danuser (Hrsg.): Musikalische Interpretation (= Carl Dahlhaus, Herrmann Danuser (Hrsg.): Neues Handbuch der Musikwissenschaft. Band 11). Laaber Verlag, Laaber 1992, ISBN 3-89007-041-8, S. 258 f.